# フレシェ分布
フレシェ分布（英語: Fréchet distribution) は逆ワイブル分布としても知られている。フレシェ分布は、ガンベル分布（タイプIの極値分布）、ワイブル分布（タイプIIIの極値分布）とともに、一般化極値分布（英語: generalized extreme value distribution）の特別なケースである。フレシェ分布はタイプIIの極値分布と呼ばれる。
フレシェ分布の名称は、フレシェ分布を発見した数学者モーリス・ルネ・フレシェに由来する。

## 研究の発展
モーリス・ルネ・フレシェは、1927年に、Fréchet (1927) において、最大値の漸近分布を考察している。フレシェ分布の研究は、さらに、ロナルド・フィッシャーとL・H・C・ティペットの1928年の共著論文によってなされている。Fisher and Tippett (1928) は、極値分布がガンベル分布（タイプI）、フレシェ分布、ワイブル分布（タイプIII）の3つのいずれか1つのみであることを示した。エミール・ユリウス・ガンベルは、フレシェ分布を含む極値分布の研究を詳細に行い、1958年に極値統計学の書籍をまとめた。

## 定義と性質
フレシェ分布の累積分布関数は
{\displaystyle F(x)=\Pr(X\leq x)=e^{-x^{-\alpha }}{\text{ if }}x>0.}
である (Alves & Neves 2011) 。ここで、α > 0は、形状パラメータである。フレシェ分布の確率密度関数は
{\displaystyle f(x)=\alpha x^{-\alpha -1}\;e^{-x^{-\alpha }}}
となる。
フレシェ分布の期待値と分散は以下の通りとなる (Alves & Neves 2011)。
- 期待値は{\displaystyle E[X]=\Gamma (1-{\tfrac {1}{\alpha }}){\text{ if }}\alpha >1}となる。
- 分散は{\displaystyle {\text{Var}}(X)=\Gamma (1-{\tfrac {2}{\alpha }})-{\big (}\Gamma (1-{\tfrac {1}{\alpha }}){\big )}^{2}{\text{ if }}\alpha >2}となる。

ここで、{\displaystyle \Gamma \left(\right)}はガンマ関数であり、
{\displaystyle \Gamma (z):=\int _{0}^{\infty }x^{z-1}e^{-x}dx}
である。
ガンベル分布（タイプI）、フレシェ分布（タイプII）、ワイブル分布（タイプIII）は、一般化極値分布として単一の分布関数で表現できる。

## 一般化フレシェ分布
位置パラメータ m（最小値）と尺度パラメータs > 0を含めることで、フレシェ分布を一般化することができる。
一般化フレシェ分布の累積分布関数は
{\displaystyle F(x)=\Pr(X\leq x)=e^{-\left({\frac {x-m}{s}}\right)^{-\alpha }}{\text{ if }}x>m.}
である。
一般化フレシェ分布の確率密度関数は
{\displaystyle f(x)={\frac {\alpha }{s}}\;\left({\frac {x-m}{s}}\right)^{-1-\alpha }\;e^{-({\frac {x-m}{s}})^{-\alpha }}}
となる。

## 応用例
水文学
フレシェ分布は、1日当たり降水量の年間最大値のような極端な現象に適用される。
金融
フレシェ分布は、市場収益をモデル化するために使われてきた。
国際経済学（貿易論）
リカード・モデルを連続財・多数国モデルに拡張した著名な研究 Eaton and Kortum (2002) は、国iの各財を生産する効率性 ({\displaystyle Z_{i}}) の分布が次のフレシェ分布に従うと仮定した。
{\displaystyle F_{i}(z)=\Pr(Z_{i}\leq z)=e^{-T_{i}z^{-\theta }}}
ここで、{\displaystyle \theta >1} が形状パラメータ（定義式の{\displaystyle \alpha }）に相当する。{\displaystyle \theta } が小さいほど、効率性の分散が大きくなり、比較優位の役割が大きくなる。{\displaystyle T_{i}>0} は、分布の場所を左右する追加的なパラメータである。{\displaystyle T_{i}}が大きいほど、効率性が高められ、絶対優位が強くなる。